# 林岩
林岩（英語：Ring Rock）是南極洲的岩石，位於麥克羅伯特森地，處於諾斯特島東南面3.7公里的霍姆灣，挪威製圖師根據該國探險隊拍攝的空中照片繪入地圖，現時由南極條約體系管理。